# Major League Baseball 1887
1887 års säsong av Major League Baseball (MLB) var den tolfte i MLB:s historia. MLB bestod under denna säsong av National League (NL), som bestod av åtta klubbar, och American Association (AA), som bestod av åtta klubbar. Mästare i NL blev Detroit Wolverines, som därmed tog sin första (och enda) ligatitel. Mästare i AA blev St. Louis Browns, som därmed tog sin tredje ligatitel.
För fjärde gången spelades ett slutspel mellan mästarna i NL och AA, ibland kallat "World's Series". Matchserien spelades i bäst av 15 matcher och vanns av Detroit Wolverines över St. Louis Browns med 10–5 i matcher. Matchserien var mest av uppvisningskaraktär och räknas inte som en officiell World Series av MLB.

## Tabeller

### National League
| Klubb                   | M   | V  | F  | O | V%    | GB   | PF  | PM  |
| ----------------------- | --- | -- | -- | - | ----- | ---- | --- | --- |
| Detroit Wolverines      | 127 | 79 | 45 | 3 | 0,637 | –    | 970 | 711 |
| Philadelphia Phillies   | 128 | 75 | 48 | 5 | 0,610 | 3,5  | 893 | 701 |
| Chicago White Stockings | 127 | 71 | 50 | 6 | 0,587 | 6,5  | 813 | 715 |
| New York Giants         | 129 | 68 | 55 | 6 | 0,553 | 10,5 | 815 | 717 |
| Boston Beaneaters       | 127 | 61 | 60 | 6 | 0,504 | 16,5 | 833 | 793 |
| Pittsburgh Alleghenys   | 125 | 55 | 69 | 1 | 0,444 | 24   | 620 | 752 |
| Washington Nationals    | 126 | 46 | 76 | 4 | 0,377 | 32   | 600 | 817 |
| Indianapolis Hoosiers   | 127 | 37 | 89 | 1 | 0,294 | 43   | 626 | 964 |

### American Association
| Klubb                    | M   | V  | F  | O | V%    | GB   | PF    | PM    |
| ------------------------ | --- | -- | -- | - | ----- | ---- | ----- | ----- |
| St. Louis Browns         | 138 | 95 | 40 | 3 | 0,704 | –    | 1 132 | 760   |
| Cincinnati Red Stockings | 136 | 81 | 54 | 1 | 0,600 | 14   | 893   | 746   |
| Baltimore Orioles        | 141 | 77 | 58 | 6 | 0,570 | 18   | 975   | 861   |
| Louisville Colonels      | 139 | 76 | 60 | 3 | 0,559 | 19,5 | 955   | 855   |
| Philadelphia Athletics   | 137 | 64 | 69 | 4 | 0,481 | 30   | 888   | 896   |
| Brooklyn Grays           | 138 | 60 | 74 | 4 | 0,448 | 34,5 | 906   | 918   |
| New York Metropolitans   | 138 | 44 | 89 | 5 | 0,331 | 50   | 754   | 1 091 |
| Cleveland Blues          | 133 | 39 | 92 | 2 | 0,298 | 54   | 729   | 1 105 |

## World's Series
| 1 | 10 oktober 1887 | St. Louis Browns   | 6 – 1   | Detroit Wolverines | Sportsman's Park                                                                |                                                                                 |
|   |                 | W: Caruthers (1-0) | Rapport | L: Getzein (0-1)   | St. Louis, MO Publik: Cirka 10 000 Längd: 1:45 Domare: Kick Kelly, John Gaffney | St. Louis, MO Publik: Cirka 10 000 Längd: 1:45 Domare: Kick Kelly, John Gaffney |

| 2 | 11 oktober 1887 | St. Louis Browns | 3 – 5   | Detroit Wolverines | Sportsman's Park                                                                |                                                                                 |
|   |                 | L: Foutz (0-1)   | Rapport | W: Conway (1-0)    | St. Louis, MO Publik: Cirka 10 000 Längd: 2:00 Domare: Kick Kelly, John Gaffney | St. Louis, MO Publik: Cirka 10 000 Längd: 2:00 Domare: Kick Kelly, John Gaffney |

| 3 | 12 oktober 1887 | Detroit Wolverines | 2 – 1 (13) | St. Louis Browns   | Recreation Park                                                  |                                                                  |
|   |                 | W: Getzein (1-1)   | Rapport    | L: Caruthers (1-1) | Detroit, MI Publik: Cirka 7 500 Domare: Kick Kelly, John Gaffney | Detroit, MI Publik: Cirka 7 500 Domare: Kick Kelly, John Gaffney |

| 4 | 13 oktober 1887 | Detroit Wolverines | 8 – 0   | St. Louis Browns | Recreation Park                                                                 |                                                                                 |
|   |                 | W: Baldwin (1-0)   | Rapport | L: King (0-1)    | Pittsburgh, PA Publik: Cirka 6 000 Längd: 1:50 Domare: Kick Kelly, John Gaffney | Pittsburgh, PA Publik: Cirka 6 000 Längd: 1:50 Domare: Kick Kelly, John Gaffney |

| 5 | 14 oktober 1887 | St. Louis Browns   | 5 – 2   | Detroit Wolverines | Washington Park                                                               |                                                                               |
|   |                 | W: Caruthers (2-1) | Rapport | L: Conway (1-1)    | Brooklyn, NY Publik: Cirka 8 000 Längd: 1:45 Domare: John Gaffney, Kick Kelly | Brooklyn, NY Publik: Cirka 8 000 Längd: 1:45 Domare: John Gaffney, Kick Kelly |

| 6 | 15 oktober 1887 | Detroit Wolverines | 9 – 0   | St. Louis Browns | Polo Grounds                                                                  |                                                                               |
|   |                 | W: Getzein (2-1)   | Rapport | L: Foutz (0-2)   | New York, NY Publik: Cirka 8 000 Längd: 1:50 Domare: Kick Kelly, John Gaffney | New York, NY Publik: Cirka 8 000 Längd: 1:50 Domare: Kick Kelly, John Gaffney |

| 7 | 17 oktober 1887 | Detroit Wolverines | 3 – 1   | St. Louis Browns                   | Philadelphia Base Ball Grounds                                                    |                                                                                   |
|   |                 | W: Baldwin (2-0)   | Rapport | L: Caruthers (2-2) HR: O'Neill (1) | Philadelphia, PA Publik: Cirka 8 000 Längd: 1:30 Domare: John Gaffney, Kick Kelly | Philadelphia, PA Publik: Cirka 8 000 Längd: 1:30 Domare: John Gaffney, Kick Kelly |

| 8 | 18 oktober 1887 | Detroit Wolverines                  | 9 – 2   | St. Louis Browns   | Dartmouth Grounds                                                           |                                                                             |
|   |                 | W: Getzein (3-1) HR: Thompson 2 (2) | Rapport | L: Caruthers (2-3) | Boston, MA Publik: Cirka 4 000 Längd: 1:55 Domare: Kick Kelly, John Gaffney | Boston, MA Publik: Cirka 4 000 Längd: 1:55 Domare: Kick Kelly, John Gaffney |

| 9 | 19 oktober 1887 | Detroit Wolverines | 4 – 2   | St. Louis Browns | Jefferson Street Grounds                                                          |                                                                                   |
|   |                 | W: Conway (2-1)    | Rapport | L: King (0-2)    | Philadelphia, PA Publik: Cirka 4 000 Längd: 1:40 Domare: Kick Kelly, John Gaffney | Philadelphia, PA Publik: Cirka 4 000 Längd: 1:40 Domare: Kick Kelly, John Gaffney |

| 10 | 21 oktober 1887 | St. Louis Browns                            | 11 – 4  | Detroit Wolverines                  | Swampoodle Grounds                                                                |                                                                                   |
|    |                 | W: Caruthers (3-3) HR: Welch (1) Latham (1) | Rapport | L: Getzein (3-2) HR: Richardson (1) | Washington, D.C. Publik: Cirka 3 000 Längd: 2:10 Domare: John Gaffney, Kick Kelly | Washington, D.C. Publik: Cirka 3 000 Längd: 2:10 Domare: John Gaffney, Kick Kelly |

| 11 | 21 oktober 1887 | Detroit Wolverines                 | 13 – 3  | St. Louis Browns | Belair Lot                                                                     |                                                                                |
|    |                 | W: Baldwin (3-0) HR: Twitchell (1) | Rapport | L: Foutz (0-3)   | Baltimore, MD Publik: Cirka 2 000 Längd: 2:00 Domare: John Gaffney, Kick Kelly | Baltimore, MD Publik: Cirka 2 000 Längd: 2:00 Domare: John Gaffney, Kick Kelly |

| 12 | 22 oktober 1887 | St. Louis Browns | 5 – 1 (6½) | Detroit Wolverines | Washington Park                                                             |                                                                             |
|    |                 | W: King (1-2)    | Rapport    | L: Conway (2-2)    | Brooklyn, NY Publik: Cirka 800 Längd: 1:15 Domare: Kick Kelly, John Gaffney | Brooklyn, NY Publik: Cirka 800 Längd: 1:15 Domare: Kick Kelly, John Gaffney |

| 13 | 24 oktober 1887 | Detroit Wolverines | 6 – 3   | St. Louis Browns   | Recreation Park                                                              |                                                                              |
|    |                 | W: Baldwin (4-0)   | Rapport | L: Caruthers (3-4) | Detroit, MI Publik: Cirka 4 000 Längd: 1:55 Domare: Kick Kelly, John Gaffney | Detroit, MI Publik: Cirka 4 000 Längd: 1:55 Domare: Kick Kelly, John Gaffney |

| 14 | 25 oktober 1887 | Detroit Wolverines | 4 – 3   | St. Louis Browns | Congress Street Grounds                                                    |                                                                            |
|    |                 | W: Getzein (4-2)   | Rapport | L: King (1-3)    | Chicago, IL Publik: Cirka 400 Längd: 1:45 Domare: Kick Kelly, John Gaffney | Chicago, IL Publik: Cirka 400 Längd: 1:45 Domare: Kick Kelly, John Gaffney |

| 15 | 26 oktober 1887 | St. Louis Browns   | 9 – 2 (6) | Detroit Wolverines | Sportsman's Park                                                             |                                                                              |
|    |                 | W: Caruthers (4-4) | Rapport   | L: Baldwin (4-1)   | St. Louis, MO Publik: Cirka 800 Längd: 1:30 Domare: Kick Kelly, John Gaffney | St. Louis, MO Publik: Cirka 800 Längd: 1:30 Domare: Kick Kelly, John Gaffney |

## Statistik

### National League

#### Slagmän

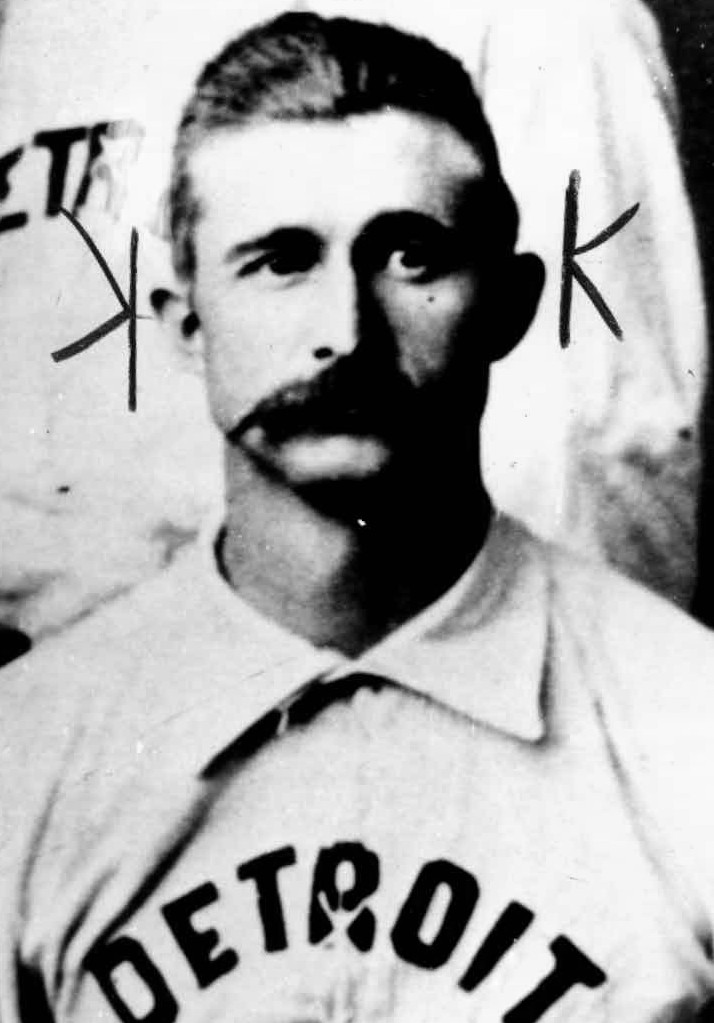
Sam Thompson.

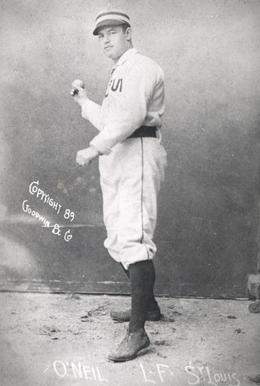
Tip O'Neill.

Källa: 
| Kategori | Slagman              | Klubb | Värde |
| -------- | -------------------- | ----- | ----- |
| AVG      | Sam Thompson         | DET   | 0,372 |
| HR       | Billy O'Brien        | WSH   | 19    |
| RBI      | Sam Thompson         | DET   | 166   |
| R        | Dan Brouthers        | DET   | 153   |
| H        | Sam Thompson         | DET   | 203   |
| OBP      | Dan Brouthers        | DET   | 0,426 |
| SLG      | Sam Thompson         | DET   | 0,565 |
| SB       | John Montgomery Ward | NYG   | 111   |

#### Pitchers

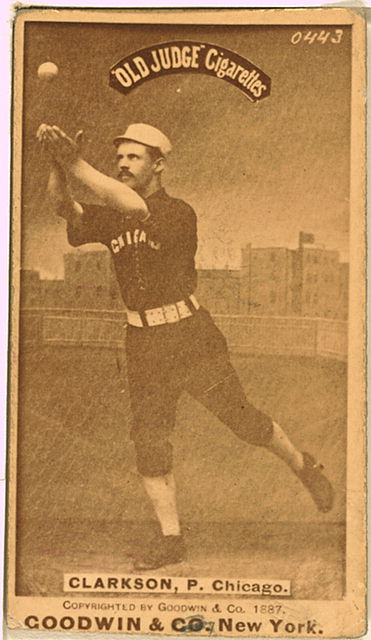
John Clarkson.

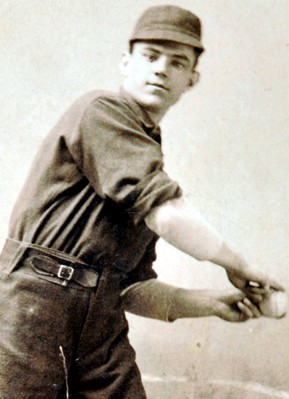
Matt Kilroy.

Källa: 
| Kategori | Pitcher | Klubb                           | Värde |
| -------- | --- | ------------------------------- | ----- |
| W        | John Clarkson | CHI                             | 38    |
| ERA      | Dan Casey | PHI                             | 2,86  |
| SO       | John Clarkson | CHI                             | 237   |
| IP       | John Clarkson | CHI                             | 523,0 |
| CG       | John Clarkson | CHI                             | 56    |
| SHO      | Dan Casey | PHI                             | 4     |
| SV       | Mark Baldwin · Frederick Fass · Charlie Ferguson · Bob Pettit · Bill Stemmyer · Mike Tiernan · Larry Twitchell · George Van Haltren | CHI IND PHI CHI BOS NYG DET CHI | 1     |
| WHIP     | Tim Keefe | NYG                             | 1,12  |

### American Association

#### Slagmän
Källa: 
| Kategori | Slagman     | Klubb | Värde |
| -------- | ----------- | ----- | ----- |
| AVG      | Tip O'Neill | STL   | 0,435 |
| HR       | Tip O'Neill | STL   | 14    |
| RBI      | Tip O'Neill | STL   | 123   |
| R        | Tip O'Neill | STL   | 167   |
| H        | Tip O'Neill | STL   | 225   |
| OBP      | Tip O'Neill | STL   | 0,490 |
| SLG      | Tip O'Neill | STL   | 0,691 |
| SB       | Hugh Nicol  | CIN   | 138   |

#### Pitchers
Källa: 
| Kategori | Pitcher                    | Klubb   | Värde |
| -------- | -------------------------- | ------- | ----- |
| W        | Matt Kilroy                | BAL     | 46    |
| ERA      | Mike Smith                 | CIN     | 2,94  |
| SO       | Toad Ramsey                | LOU     | 355   |
| IP       | Matt Kilroy                | BAL     | 589,1 |
| CG       | Matt Kilroy                | BAL     | 66    |
| SHO      | Matt Kilroy · Tony Mullane | BAL CIN | 6     |
| SV       | Adonis Terry               | BRO     | 3     |
| WHIP     | Bob Caruthers              | STL     | 1,17  |